# ويليام الأول، دوق بافاريا
فيلهلم الأول (بالألمانية: Wilhelm I.)‏، دوق بافاريا-شتراوبنغ (فرانكفورت، 12 مايو 1330 – 15 أبريل 1389، لو كينوا)، كان الآن الثاني للإمبراطور لويس الرابع من زوجته الثانية مارجريت. وكان يعرف أيضاً باسم فيليم الخامس، كونت هولندا، وغيوم الثالث، كونت هينو وفيليم الرابع، كونت زيلاند، تصارع مع والدته مارغريت أفينسيس حول السلطة وحتى استمرت حتى وفاتها في 1356، وفي 1357 أصيب بجلطة دماغية مما أدى إلى استدعاء شقيقه ألبرشت الأول من بافاريا وحكم بالمناصفة معه حتى وفاته في 1389، بحيث أصبح غير قادر على الحكم.